# Deni
Deni – dawna północnomacedońska moneta zdawkowa. 1 denar dzielił się na 100 deni.
Deni stał się oficjalnym środkiem płatniczym 10 maja 1993, w związku z ówczesną denominacją denara. W obiegu znajdowały się monety o nominale jedynie 50 deni. Zostały one wycofane z użycia 1 stycznia 2013.

## Informacje o monetach
| Nominał | Stop    | Średnica (mm) | Masa (g) | Rant   | Awers                                                                                   | Rewers                                                         |
| ------- | ------- | ------------- | -------- | ------ | --------------------------------------------------------------------------------------- | -------------------------------------------------------------- |
| 50 deni | mosiądz | 21,5          | 4,10     | gładki | wizerunek mewy szybującej na tle gór i morza otoczony napisem РЕПУБЛИКА МАКЕДОНИJА 1993 | napis 50 дени otoczony przez półsłońce o szesnastu promieniach |